# Чахар
Чахар (на китайски: 察哈爾; на пинин: Cháhā'ěr; на монголски: Цахар муж) е историческа област в северен Китай, заемаща източната част на Вътрешна Монголия.
Областта носи името на чахарите, една от етнографските групи на монголците. След края на династията Юен областта е оспорвана между китайците и монголците, а Даян хан е превръща в лично владение на великите ханове. В края на империята Цин областта има особен статут, през 1913 година, след обявяването на Република Китай, става специален административен регион, а от 1928 година е самостоятелна провинция. През 1952 година провинцията е закрита и основната ѝ част е включена във Вътрешна Монголия, а някои части – в провинция Хъбей и територията на Пекин.